# Rugit
El rugit és el crit dels fèlids del gènere Panthera. Aquests fèlids tenen un petit os al nivell de les estructures vocals, denominat os hioide, que no és completament rígid, sinó que pot vibrar per generar el rugit. En els fèlids petits, l'os és rígid i incapaç de vibrar, de manera que només poden emetre un gemec similar al miol. En català, el mot «rugit» és atestat per primera vegada a voltants del 1900. Deriva del llatí rugire, que significa 'cridar de dolor' o 'rugir'.